# Experis

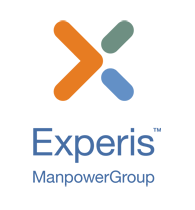
Logotyp Experis

Experis – amerykańskie przedsiębiorstwo należące do ManpowerGroup, specjalizujące się w rekrutacji specjalistów i kadry zarządzającej w obszarach IT, inżynierii i finansów i działająca w ponad 50 państwach (2016).
W 2012 r. Experis klasyfikowane było w USA na 4. miejscu na rynku doradztwa personalnego w obszarze IT. W 2011 r. przychody Experis US Inc. wyniosły 135 mln USD.

## Historia
W 1999 r. w ramach ManpowerGroup powstało przedsiębiorstwo Manpower Professional oferujące usługi kadrowe w obszarach IT, inżynierii, telekomunikacji, finansów oraz nauki.
W 2000 r. ManpowerGroup przejęło za 145 mln USD Elan Group Limited – powstałe w 1987 r. brytyjskie przedsiębiorstwo zajmujące się rekrutacją personelu w branży IT – w wyniku czego powstało przedsiębiorstwo Elan IT.
Z połączenia Manpower Professional i Elan IT w 2011 r. powstało przedsiębiorstwo Experis, realizujące usługi poszukiwania i selekcji specjalistów i kadry zarządzającej w IT, inżynierii i finansach.

## Experis w Polsce
Experis w Polsce posiada 9 oddziałów, zlokalizowanych w Warszawie, Toruniu, Wrocławiu, Gdańsku i Krakowie.